# Echinocythereis heros
Echinocythereis heros is een mosselkreeftjessoort uit de familie van de Trachyleberididae. De wetenschappelijke naam van de soort is voor het eerst geldig gepubliceerd in 1996 door Whatley, Staunton, Kaesler & Moguilevsky.